# اولیس ویلیامز
اولیس ویلیامز (انگلیسی: Ulis Williams؛ زادهٔ ۲۴ اکتبر ۱۹۴۱) دونده اهل ایالات متحده آمریکا است.
وی در مسابقات کشوری و بین‌المللی در مجموع برندهٔ ۱ مدال طلا شده‌است.